# Bert Jansen (politicus)
E.L. (Bert) Jansen (27 mei 1947) is een Nederlands politicus van D66.
Hij is werkzaam geweest als interim-manager bij verschillende gemeenten en hij was tot twee keer toe wethouder in Blaricum; eerst van 1996 tot 1998 en later van 2000 tot 2002. Tijdens die laatste periode was hij daarnaast werkzaam op het Ministerie van Volksgezondheid, Welzijn en Sport. Vanaf midden 2003 was Jansen de burgemeester van de Utrechtse gemeente Montfoort. In februari 2015 trad hij voortijdig terug als burgemeester waarop Theo van Eijk hem nog diezelfde maand als waarnemend burgemeester opvolgde.